# Пастор, Людвиг
Людвиг фон Пастор (нем. Ludwig von Pastor, Freiherr von Camperfelden; 31 января 1854, Ахен — 30 сентября 1928, Инсбрук) — австрийский историк.

## Биография
Родился в семье известных в Ахене производителей ткани. Был сыном торговца химикатами Людвига Даниэля Пастора и католички Анны Сибиллы Оннау. После ранней смерти отца Людвиг принял вероисповедание матери. Окончил гимназию во Франкфурте, затем учился в Лёвене, Бонне и Вене. С 1881 года преподавал в Инсбрукском университете, с 1887 года стал его профессором. В 1901 году получил должность директора Австрийского института в Риме, который он возглавлял с перерывом в 1914—1919 годах до конца жизни. В 1908 году был возведён императором Францем-Иосифом в дворянство. В 1920 году был назначен послом Австрии при Святом Престоле, занимая эту должность до конца жизни. Был членом большого количества научных обществ, в своё время считался одним из самых авторитетных историков католической церкви.

### Семья
Отец — Людвиг Даниэль Пастор (1800—1864), оптовый торговец химикатами и красками в Кёльне, затем во Франкфурте-на-Майне.
Мать — Анна Сибилла (1824—1899).
Жена (с 1882 г.) — Констанция Кауфманн (нем. Konstanze Kaufmann; 1857—1953), дочь Леопольда Кауфманна (1821—1898), обербургомистра Бонна в 1851—1875 гг.
Дети:
- Анна (1883—1980),
- Элизабет (1884—1947),
- Людвиг (1886—1973),
- Франц (1889—1954),
- Мария Пия.

## Научная деятельность
Основные работы, написанные по архивным источникам:
- Die kirchlichen Reunionsbestrebungen während der Regierung Karls V. — Freiburg : Herder, 1879
- Die Korrespondenz des Kardinals Contarini während seiner deutschen Legation. — Münster, 1880.

Главный его труд, «Geschichte der Päpste seit dem Ausgang des Mittelalters» (Freiburg, 1886—1895; 2-е изд. — 1896), был переведён на многие иностранные языки; эта многотомная работа, написанная по архивным источникам, в первую очередь ватиканским, посвящена истории папства. Он также продолжал издание «Истории немецкого народа» Янсена с 1893 по 1926 год.

## Награды и признание
- командор Императорского ордена Франца Иосифа
- командор ордена Святых Маврикия и Лазаря
- рыцарь-командор Папского Рыцарского Ордена св. Сильвестра Папы
- рыцарь Ордена Пия IX

## Память
В 1954 г. именем Л. фон Пастора названы улицы в Вене (Pastorstraße во Флоридсдорфе) и Ахене (Von-Pastor-Straße в Буртшайде, городской округ Ахен-Митте).